# Субер, Петер

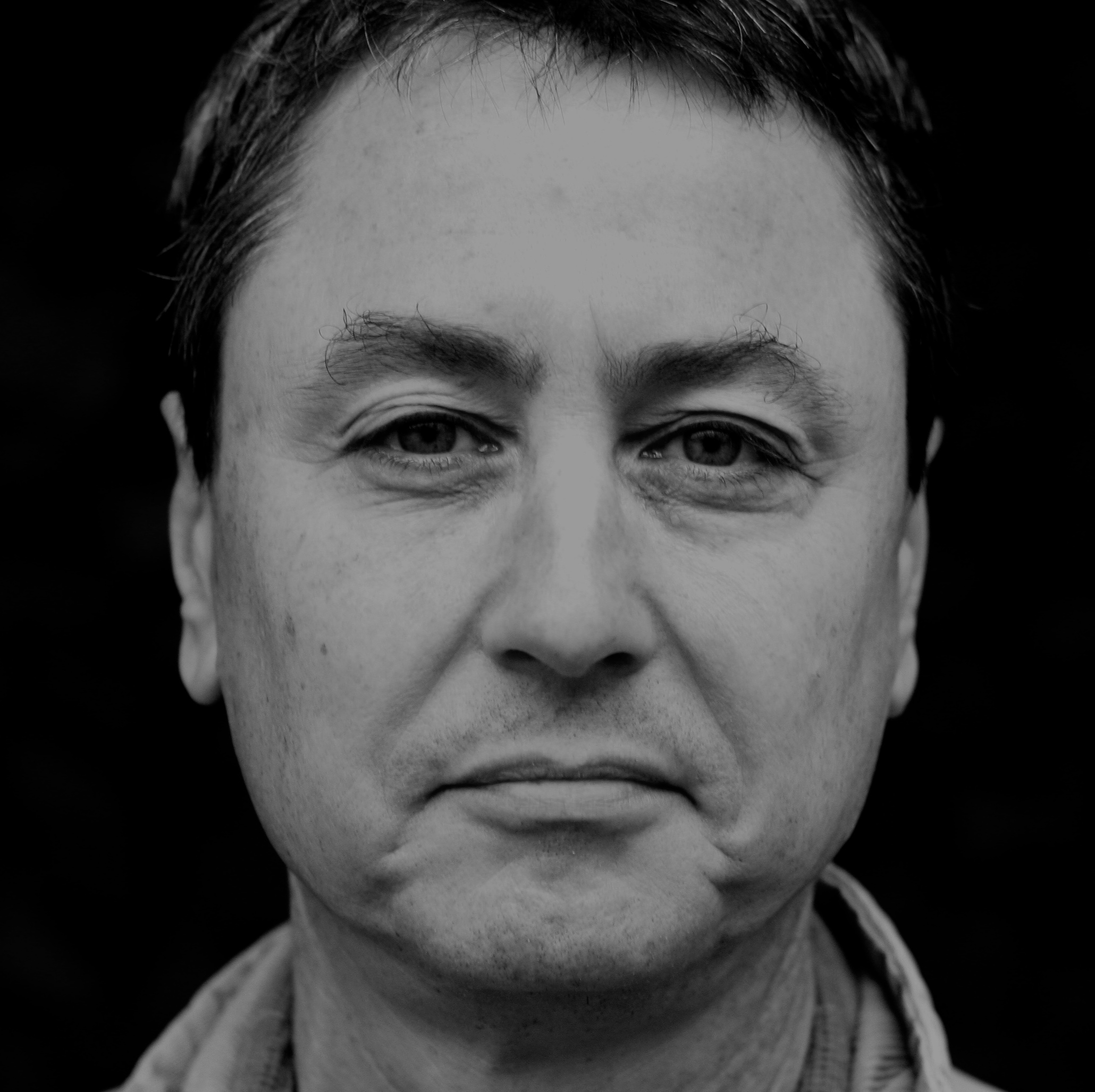
Петер Субер в Бруксвилле, ноябрь 2009 года

Петер Субер (родился 8 ноября 1951) — автор игры Nomic и лидер движения открытого доступа. Он является директором Гарвардского проекта Open Access, старшим профессором по философии в колледже Эрлхам, директором проекта свободного доступа Public Knowledge, старшим исследователем в SPARC (Коалиция академических ресурсов и научных изданий), научным сотрудником Гарвардского университета Беркман Центра и Управления по научной коммуникации. Он является членом совета Enabling Open Scholarship, консультативных советов Wikimedia Foundation, Open Knowledge Foundation и других организаций, продвигающих концепции свободного доступа и информационного достояния (англ. Information Commons).

## Образование
Субер окончил Эрлхам в 1973 году, получил степень доктора философии в 1978 году и степень доктора юридических наук  в 1982 году в Северо-западном университете. Он выступал стендап-комиком с 1976 по 1981 год, в том числе в ток-шоу The Tonight Show Starring Johnny Carson в 1976 году. Субер вернулся в колледж Эрлхам, где был профессором с 1982 по 2003 год, где, наряду с другими темами, преподавал классы по философии, праву, логике и Кантовской Критике чистого разума.

## Проекты
Субер принял участие во встрече 2001 года, которая привела к появлению первой в мире крупной международной инициативы открытого доступа — Будапештской конференции по свободному доступу. Он автор Новостей свободного доступа Архивная копия от 17 января 2008 на Wayback Machine и Бюллетеня свободного доступа SPARC Архивная копия от 2 февраля 2013 на Wayback Machine, который считается наиболее авторитетным блогом и бюллетенем о свободном доступе. Он также является основателем Open Access Tracking Project и сооснователем, совместно Робином Pиком, Open Directory Access.

## Признание
Журнал Lingua Franca назвал Субера одним из Academia's 20 Most Wired Faculty в 1999 году. Американская библиотечная ассоциация назвала его победителем премии L. Ray Patterson Copyright Award за 2011 год.

## Работы
В философии Субер является автором Парадокса самосовершенствования (англ. The Paradox of Self-Amendment) Архивная копия от 17 августа 2010 на Wayback Machine (Lang, 1990), первой книги, излагающей самореферентные парадоксы в законодательстве и The Case of the Speluncean Explorers: Nine New Opinions Архивная копия от 2 июня 2008 на Wayback Machine (Routledge, 1998), книги, описывающей классический вымышленный случай Лона Фуллера. Петер также написал много статей о самореференции, этике, формальной и неформальной логике, философии права, истории философии и о свободном доступе к науке и образованию.

## Личная жизнь
Субер женат на Лиффи Торп, почетном профессоре антиковедения в колледже Эрлхам, у них две дочери. С 2003 года он и Торп проживают в Бруксвилле.